# День янгола (фільм, 1968)
«День янгола» — радянська кінодрама 1968 року, за мотивами оповідання Бориса Житкова «Механік Салерно» (1932) про пожежу на пасажирському пароплаві.

## Сюжет
У 1907 році російський пасажирський пароплав «Цесаревич» здійснює рейс Атлантичним океаном з США до Одеси, переживши 9-бальний шторм. І ось, коли здавалося, що небезпека позаду, завдяки нелегальному пасажиру — підпільному революціонеру з вантажем забороненої літератури, виникає пожежа у вантажному трюмі. Характер загоряння такий, що погасити його виявляється неможливо. Капітан розуміє, що судно приречене, однак рятуватися на шлюпках не можна — пароплав знаходиться далеко від жвавих морських шляхів. Треба протриматися максимально можливий час на повному ходу, щоб встигнути вийти в район жвавого судноплавства. Крім пожежі, капітан побоюється паніки серед пасажирів і команди і робить відповідні жорсткі заходи. Одного з пасажирів, який запідозрив недобре і почав панікувати, капітану навіть доводиться викинути за борт, щоб уникнути передчасного розголошення того, що відбувається. Вся команда судна таємно і спішно робить плоти (частина шлюпок була загублена під час шторму) і обладнює шлюпки. Аж до останнього моменту відпочиваюча публіка першого класу й інші пасажири не помічають нічого особливого завдяки тому, що один з офіцерів команди їх спеціально розважає і веселить. Він же ненароком повідомляє, що нібито буде «день янгола» капітана, коли він «за традицією» запрошує всіх на морську розважальну прогулянку на шлюпках і плотах. У підсумку, завдяки мужності і холоднокровності капітана і команди, вдається врятувати всіх людей (202 особи) з приреченого судна. Гинуть тільки — ще один панікер-агент охоронки, якого капітан був змушений застрелити, а також залишився на палаючому кораблі старший помічник, який раніше взяв на судно «лівий» вантаж, і не зізнався відразу, що в цих бочках — вибухонебезпечна бертолетова сіль.

## У ролях
- Іван Переверзєв — капітан
- Микола Крючков — старший помічник Іван Антонович
- Євген Жариков — третій штурман Салін
- Борис Андрєєв — купець Гризлов
- Костянтин Єршов — секретар Гризлова
- Петро Соболевський — Сазонов
- Наталія Фатєєва — Симона Валері
- Роман Хомятов — Денисов
- Анатолій Азо — Назім
- Станіслав Бородокін — Саша
- Інгріда Андріна — дружина Саші
- Іван Живаго — механік пароплава
- Валентин Кулик — лікар
- Віктор Уральський — штурман
- Микола Федорцов — матрос
- Неоніла Гнеповська — дама з діамантами
- Михайло Васильєв — боцман
- Олександр Роговін — Млинський
- Петро Кононихін — Василь
- Григорій Михайлов — старий матрос
- Сергій Сібель — офіціант
- Світлана Живанкова — співачка
- Валентин Баглаєнко — співак
- Олександр Каменко-Александровський — пасажир
- Б. Диканський — епізод
- Віктор М'ягкий — пасажир
- Валерій Мотренко — епізод

## Знімальна група
- Сценарист: Сергій Тарасов
- Режисер-постановник: Станіслав Говорухін
- Оператори-постановники: Олексій Чардинін, Альберт Осипов (за участю)
- Композитор&: Софія Губайдуліна
- Звукооператор: Борис Морозевич
- Художник-постановник:Галина Щербина
- Режисер: Олександр Боголюбов
- Комбіновані зйомки: оператор — Борис Мачерет, художник — І. Міхельс
- Декорації: Б. Сапожников
- Художник по костюмах: Галина Нестеровська
- Режисер монтажу: Н. Кардаш
- Художник по гриму: Володимир Талала
- Редактор: Василь Решетников
- Директори картини: Микола Семенов, Л. Рибак